# 2067 (영화)
"2067"는 2020 공개된 오스트레일리아의 SF 영화이다.

## 출연
- 코디 스밋맥피 - 이선 와이트 역
  - 핀 리틀 - 어린 이선 와이트 역
- 라이언 콴튼 - 주드 매더스 역
- 사나아 샤이크 - 잰시 와이트 역
- 에런 글레낸 - 리처드 와이트 역
- 데버러 메일맨 - 레지나 잭슨 역
- 리애나 월스먼 - 셀린 와이트 역